# ドナルドとヤギ
『ドナルドとヤギ』（原題：Billposters）は、ウォルト・ディズニー・プロダクション（現：ウォルト・ディズニー・カンパニー）が製作した1940年5月17日公開のアニメーション短編映画作品。ドナルドダック・シリーズの第21作、ドナルド&グーフィー・シリーズの第3作。

## あらすじ
家々に貼られた大量のポスター。それはポスター貼りをしているドナルドとグーフィーの仕事であった。別れてポスター貼りをすることになり、グーフィーは風車小屋にポスターを貼ろうとするが、風車に翻弄されてうまく仕事ができない。
一方でドナルドは家でのポスターを貼っていたが、そこにヤギが現れポスターを食べ始める。ドナルドは小屋に閉じ込めるが、ヤギは脱出してまたもポスターを食べ始める。怒ったドナルドはモップでヤギを殴りつけるが、角で受け止められて武器を失い、その上怒ったヤギに追い回される羽目に。その追いかけっこはグーフィーも巻き込み、ドナルドは風車の羽につかまりグーフィーもヤギに体当たりされて羽につかまるが、風車が回転するたびにタイミングよくヤギに体当たりされ、夜になってもヤギに度突かれ続けているドナルドとグーフィーなのであった。

## スタッフ
- 製作：ウォルト・ディズニー
- 監督：クライド・ジェロニミ

## キャスト
| キャラクター   | 原語版               | 旧吹き替え版 | 新吹き替え版 |
| -------------- | -------------------- | ------------ | ------------ |
| ドナルドダック | クラレンス・ナッシュ | 関時男       | 山寺宏一     |
| グーフィー     | ピント・コルヴィグ   | 小山武宏     | 島香裕       |
| ナレーター     | -                    | 江原正士     | -            |

## 日本での公開

### 収録
- 『ドナルドダック・クロニクル Vol.1 限定保存版』（DVD、ブエナ・ビスタ・ホーム・エンターテイメント、新吹き替え版）